# Belle Valley (Ohio)
Pour les articles homonymes, voir Belle Valley.
Belle Valley est un village américain situé dans le comté de Noble, dans l'Ohio. Selon le recensement de 2010, sa population est de 223 habitants.